# Ferrari 250 GT Berlinetta « Tour de France »
 (avril 2023).
Si vous disposez d'ouvrages ou d'articles de référence ou si vous connaissez des sites web de qualité traitant du thème abordé ici, merci de compléter l'article en donnant les références utiles à sa vérifiabilité et en les liant à la section « Notes et références ».
La Ferrari 250 GT Berlinetta « Tour de France », appelée aussi Ferrari 250 GT Berlinetta LWB (pour Long Wheel Base) est une voiture sportive de prestige développée par le constructeur automobile italien Ferrari.

## Histoire
Mis au défi par la victoire d'Armando Zampiero au Championnat italien des voitures de Sports de 1955 avec une Mercedes 300 SL, Ferrari décide de produire une GT apte à concourir dans cette catégorie. 
Apparue en 1956, la 250 GT Berlinetta « Tour de France » est le fruit des carrossiers Pinin Farina et Scaglietti.
D'une conception allégée grâce à l'aluminium, cette nouvelle GT reprend le châssis de la 250 GT Boano/Ellena afin de produire rapidement une centaine d'exemplaires et d'obtenir ainsi son homologation. Toujours propulsée par le V12 « Colombo », la 250 GT TdF innove puisqu'elle s'équipe de ressorts hélicoïdaux à l'avant. 
Forte de 240 ch — portés par la suite à 260 ch — elle triomphe à trois reprises, en 1957, 1958 et 1959, au Tour de France automobile en catégorie GT avec les Belges Olivier Gendebien et Lucien Bianchi, d'où son nom éponyme (après une première victoire en 1956 avec l'espagnol Alfonso de Portago), la GT berlinetta traditionnelle remportant également la toute dernière édition des Mille Miglia, en 1961, avec le champion d'Europe Gunnar Andersson.